# Скуп, Альфред Фердинандус Мария Гисленус
Альфред Фердинандус Мария Гисленус Скуп (6 июня 1881, Гент, Бельгия — 1 июня 1966) — бельгийский географ, профессор минералогии, геологии и кристаллографии в Гентском университете.

## Карьера
Скуп учился в Гентском университете, где в 1904 году получил докторскую степень по географии, а в 1906 году по естественным наукам (минералогии, геологии и кристаллографии). Затем он получил должность помощника по аналитической химии, которую занимал с 1906 по 1910 год.
С 1910 по 1913 год Скуп участвовал в геологической экспедиции в южную Катангу в качестве минералога, под руководством доктора Константа Гиймена. В 1915 году в этих местах было открыто богатое месторождение урансодержащих руд — Шинколобве, многие минералы из обнаруженных в Шинколобве были описаны Скупом.
В 1914 году он работал в России и исследовал районы вокруг Донецка, на Кавказе и у побережья Каспийского моря.
В 1919 году Скуп был назначен младшим профессором минералогии на научном факультете Гентского университета, а в 1925 году — в области минералогии и кристаллографии на политехническом факультете (бывшей горной школе) в Монсе (провинция Эно).
В 1929 году был назначен профессором минералогии, кристаллографии и прикладной минералогии (рудных месторождений) на факультете науки в Гентском университете, а в 1932 году — директором технологической школы.
В 1951 году Скуп вышел на пенсию с должности заслуженного профессора.

## Личная жизнь
Родители Альфреда Скупа — Евфрас Чарльз Скуп и Л. Уиттерхэген. Жена — Ангела Полина Ван Хизвельде. Детей в браке не было.

## Минералы, описанные Скупом
- 1921 — кюрит, казолит

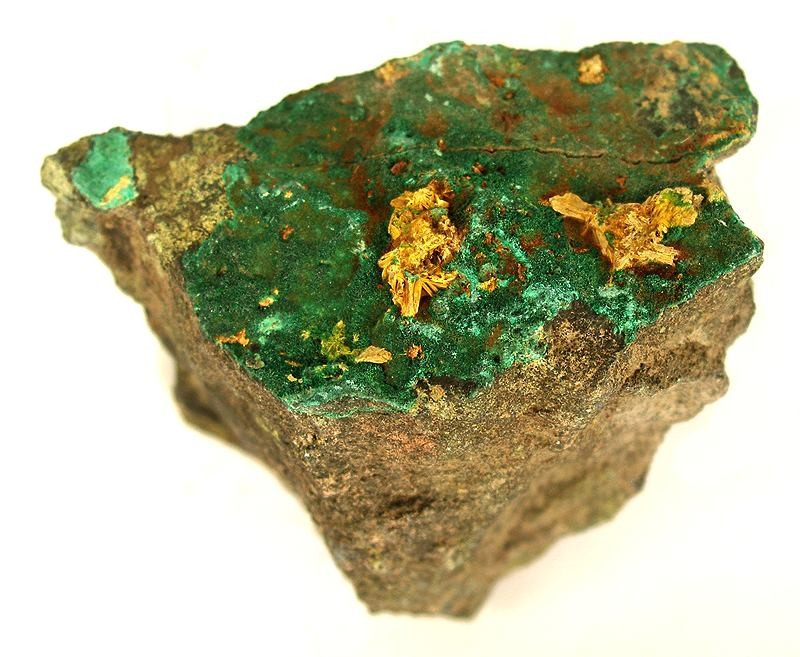
скупит-купросклодовскит

- 1922 — беккерелит, соддеит, девиндтит
- 1924 — склодовскит
- 1926 — янтинит
- 1928 — жюльенит
- 1932 — ванденбрандеит
- 1947 — совместно с Сади Страдио[1] описал параскупит и эпиантинит, позже идентифицированные как скупит

## Награды
Минерал скупит, описанный в 1923 году Томасом Леонардом Уокером (1867-1942)  был назван в честь Альфреда Скупа.  В 1927 году Скуп стал членом «Минералогического общества Америки» и 1951 членом «Американской ассоциации развития науки» (AAAS).

## Внешние ссылки
- Memorial of Prof. Alfred Schoep. In: The American Mineralogist. Band 55, March-April, 1970
- Страница памяти Альфреда Скупа на сайте Университета Гента